# Аэростеон
Аэростеон (лат. Aerosteon, от др.-греч. ἀερο- и ὀστέον — воздушная кость) — род тероподных динозавров из семейства Megaraptoridae, живших в позднемеловую эпоху (83,5—70,6 млн лет назад) на территории современной Аргентины. Включает единственный вид — Aerosteon riocoloradensis, ископаемые остатки которого представлены одним скелетом MCNA-PV-3137.
В результате анализ дыхательной системы было найдено сходство с современными птицами. Этот анализ окаменелостей показывает эволюционные связи между динозаврами и современными птицами, которые проявляются пневматизацией костей скелета, которые в том числе содержат пневматические ниши в вилочковой (две сросшиеся ключицы) и подвздошной костях. У современных птиц, эти две кости пневматизированы для дивертикулов воздушных мешочков (ключичной и брюшной полости), которые участвуют в вентиляции легких.

## Открытие и описание
Голотипный образец MCNA-PV-3137 состоит из нескольких черепных костей, нескольких полных и фрагментированных позвонков из шеи, груди, поясницы и крестца, нескольких шейных и спинных рёбер, гастралий, вилочки, левого скапулокоракоида, левой подвздошной кости, а также левой и правой лобковых костей. Неполное сращение некоторых костей указывает на то, что животное на момент смерти было не до конца выросшим. Зубы не обнаружены; было установлено, что изолированный зуб, первоначально отнесенный к голотипу, принадлежит неизвестному абелизавриду.
Ископаемые остатки Aerosteon были обнаружены в 1996 году и описаны коллективом авторов под руководством Пола Серено в статье, опубликованной в онлайн-журнале PLOS One в сентябре 2008 года. Однако в то время Международный кодекс зоологической номенклатуры не признавал онлайн-публикацию названий новых видов действительной без печати и распространения копий работы по библиотекам. Требования МКЗН были удовлетворены 21 мая 2009 года (поэтому, несмотря на публикацию описания в 2008 г, формально описание было признано только в 2009 г).
Некоторые кости аэростеона имеют пневматизацию (заполненные воздухом полости), в том числе полости в вилочке и подвздошной кости, а также пневматизацию нескольких брюшных "рёбер". Наличие пневматизации в костях Aerosteon свидетельствует об эволюционном развитии воздушных мешков у птиц, которые сначала появляются на боках позвонков, а затем возникают в костях по всему скелету. Возможно, эти воздушные мешки были встроены в процесс дыхания подобно тому, как это происходит у современных птиц (см. дыхание птиц) или использовались как элемент системы терморегуляции.
Изначально длина Aerosteon оценивалась в 9–10 метров. Однако в 2010 году Пол Серено оценил его габариты в 6 м и 500 кг. Позже, в 2016 году, Молина-Перес и Ларраменди (Molina-Pérez & Larramendi) назвали длину 7,5 м и вес 1 т.

## Классификация
На момент обнаружения Аэростеон не был отнесён  ни к одной из трёх групп крупных теропод, которые обитали в южном полушарии мелового периода (а именно к абелизавридам, кархародонтозавридам или спинозавридам). Серено предположил, что вид может быть связан с потомками более древних аллозавроидов, распространившихся в юрский период, и это было подтверждено последующими исследованиями, выявившими кладу Megaraptora (поздних, легко сложенных, продвинутых аллозавроидов с большими когтями на передних конечностях) в составе семейства Neovenatoridae. В поздних анализах клада Megaraptora помещается в пределы надсемейства тираннозавроидов или относится к базальным целурозаврам вне Tyrannosauroidea.
В 2016 году был описан близкий родственник аэростеона, Murusraptor, кости которого также были пневматизированы (хотя и в меньшей степени, чем у Aerosteon). У голотипа Murusraptor сохранились зубы, сильно отличавшиеся от единственного зуба, обнаруженного вместе с типовым экземпляром аэростеона, что позволило определить его (зуб) как принадлежавший другому животному (абелизавриду). Murusraptor анатомически был очень сход с аэростеоном, отличаясь от него преимущественно строением подвздошной кости.
Кладограмма 2010 года, рассматривающая Megaraptora в составе Neovenatoridae:
|  | Australovenator |
|  |                 |
|  | Fukuiraptor     |
|  |                 |

|  | Aerosteon  |
|  |            |
|  | Megaraptor |
|  |            |

|  | Australovenator |
|  |                 |
|  | Fukuiraptor     |
|  |                 |

|  | Aerosteon  |
|  |            |
|  | Megaraptor |
|  |            |

|  | Australovenator |
|  |                 |
|  | Fukuiraptor     |
|  |                 |

|  | Aerosteon  |
|  |            |
|  | Megaraptor |
|  |            |

|  | Australovenator |
|  |                 |
|  | Fukuiraptor     |
|  |                 |

|  | Aerosteon  |
|  |            |
|  | Megaraptor |
|  |            |

|  | Australovenator |
|  |                 |
|  | Fukuiraptor     |
|  |                 |

|  | Aerosteon  |
|  |            |
|  | Megaraptor |
|  |            |

|  | Australovenator |
|  |                 |
|  | Fukuiraptor     |
|  |                 |

|  | Aerosteon  |
|  |            |
|  | Megaraptor |
|  |            |

|  | Australovenator |
|  |                 |
|  | Fukuiraptor     |
|  |                 |

|  | Aerosteon  |
|  |            |
|  | Megaraptor |
|  |            |

|  | Australovenator |
|  |                 |
|  | Fukuiraptor     |
|  |                 |

|  | Aerosteon  |
|  |            |
|  | Megaraptor |
|  |            |